# 1인칭 슈팅 게임

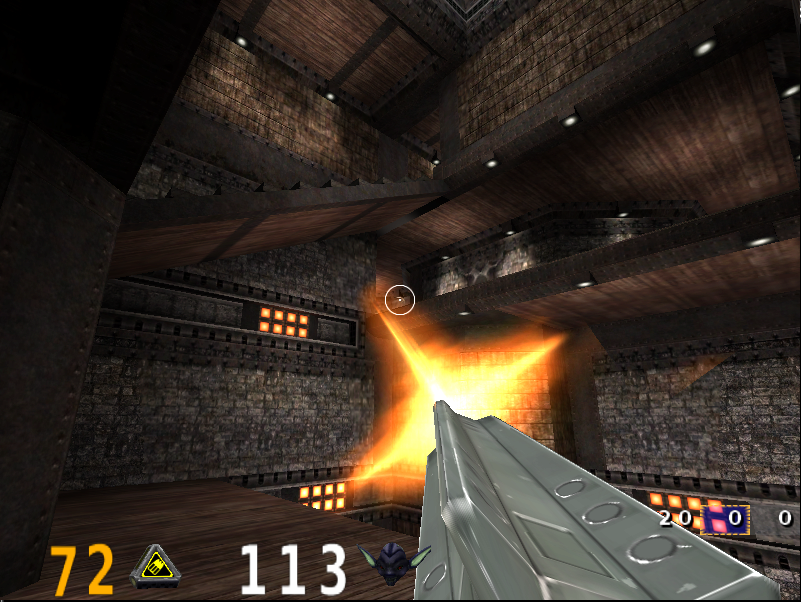
1인칭 슈팅 게임은 인물의 주관 시점으로 총기를 조준하여 발사한다는 게임플레이를 바탕으로 하는 장르이다. 때문에 많은 1인칭 슈팅 게임은 유사한 화면 구성을 보여주기도 한다.

1인칭 슈팅 게임(first-person shooter, FPS)은 게임상의 캐릭터의 시점을 통해 이루어지는 대전 비디오 게임이다. 이 단순한 정의에 따르면 배틀존이나 많은 비행 시뮬레이터들도 이에 포함될 수 있다. 그러나, 이 용어는 1990년대 초기에 시작된 특정 장르의 1인칭 시점 게임을 기술하기 위해 정의되었으며, 다양한 무기와 제한된 탄약을 가지고 조준, 발사, 저격 등 조작을 하는 게임에만 사용되고 있다.
현대의 FPS 장르는 1990년대 초기에 발생했다. 그때부터 기초적인 3차원 그래픽을 실시간으로 그릴 수 있을만한 성능의 컴퓨터가 나오기 시작했고, 당시로선 획기적이었던 이드 소프트웨어의 울펜슈타인 3D와 둠 등이 많은 인기를 누렸다. 이후 둠은 FPS 장르를 개척한 교과서적인 게임이 되었고, 둠의 대성공 이후 많은 FPS 게임들이 쏟아져 나왔으며 그중에는 듀크 뉴켐 3D나 시스템 쇼크와 같은 참신한 작품도 있었으나, 상당 기간 동안 이 장르의 게임은 '둠 클론'으로 흔히 간주되었다.
FPS는 일부 게임의 폭력성과 선정성 때문에 비디오 게임 논쟁의 주요 대상이 된다. 그러나, 그보다 시각적 사실성은 FPS 게임의 본래적 특징이라고도 할 수 있다.
또한 게임 자체 특성상 3D그래픽을 사용하는 것이 일반적이며 그래서 그 시대의 고급 그래픽 엔진을 사용하는 경우가 많다. 이런 특징으로 FPS는 자주 출시 당시 그래픽 기술의 척도가 된다.

## 같이 보기
- 3인칭 슈팅 게임
- 슈팅 게임